# 미국의 뒷마당

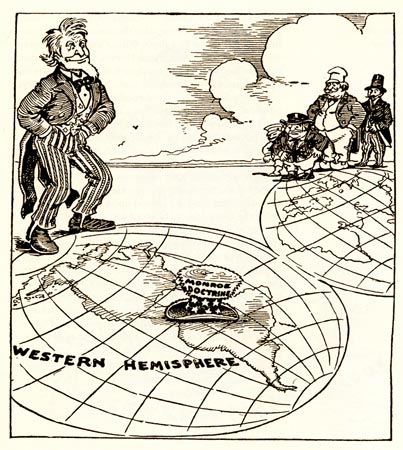
1912년 신문 만화는 먼로주의 이후 한 세기 동안 유럽 식민지 확장에서 '뒷마당'에 있는 이웃 국가들을 보호하는 미국의 영향력을 강조한다.

미국의 뒷마당(영어: America's Backyard)은 정치학 및 국제 관계에서 미국의 영향권과 전통적인 지배 영역, 특히 라틴아메리카를 지칭하는 데 자주 사용되는 개념이다.
러시아의 근린 외교 개념(러시아어: ближнее зарубежье, blizhneye zarubezhye)과 다소 유사하다. 또한, 최근 미국 국가안전보장에 대한 위협(러시아 군사 훈련 및 중동 테러리즘 포함)을 언급하며 대중 매체에서 두드러지게 나타났는데, 이는 본토의 이러한 위협과 유럽 또는 중동의 전통적인 전선에서의 위협을 대조하는 데 사용되었다.
미국의 뒷마당은 때때로 미국의 국립공원 및 공공 토지, 그리고 일반적으로 미국의 심장부를 지칭하는 데 사용되기도 한다.

## 용어
뒷마당이라는 용어를 거주하는 주변 지역이나 이웃을 지칭하는 데 사용하는 것에서 '미국의 뒷마당'은 '주택 소유자'로서 미국이 소유권을 주장했거나 외부 영향력을 제한하려고 시도한 지역을 의미한다. 반대로 '미국의 뒷마당'은 적 또는 경쟁 세력의 행동이 두렵거나 도발적으로 보일 수 있는 지역을 의미한다. 이는 주로 구소련 블록 국가들을 지칭하는 데 사용되는 러시아의 근린 외교와 많은 공통점을 가지고 있다. '근린 외교'는 러시아가 전통적인 외교 관행을 초월하는 권리를 이 지역에서 주장한다는 것을 의미한다.

### 용어의 다른 용례
공공 토지 및 국토 안보와 관련하여 다른 용례도 있다.
내셔널 지오그래픽도 '미국의 뒷마당'이라는 용어를 미국의 공공 토지를 지칭하는 데 사용한다. 예를 들어, 국립공원, 숲, 야생동물 보호구역, 도시 공원, 도시 정원 등 미국 공공 토지가 이에 해당한다. 이 범주에는 녹지대와 강변, 역사적인 랜드마크와 경관도 포함된다. 공공 토지 또는 '미국의 뒷마당'은 미국의 약 3분의 1을 차지한다.
미국의 뒷마당이라는 개념(다른 곳의 분쟁 지역과는 달리 안전하고 평화로운 곳)은 중산층 미국과 관련하여 사용되었다. 예를 들어, 오클라호마시티 폭탄 테러 이후, 미국인들은 이 공격이 미국의 잘 알려진 정치적 또는 경제적 도시나 해외가 아닌 미국 중부 도시에서 일어났다는 충격에 대해 거리낌 없이 말했다. 많은 사람들이 이러한 테러리즘이 미국 한가운데, "미국 심장부 깊숙이"에서 일어날 수 있다는 것에 놀라움을 표했다. 또한, 미국의 뒷마당은 다양한 언론인, 작가, 참전 용사 및 블로거의 글에서 심장부와 상호 교환적으로 사용되었다.

## 역사
'미국의 뒷마당'이라는 용어는 원래 미국의 전통적인 지배 지역이자 주요 영향권을 지칭했는데, 오랫동안 라틴아메리카가 이에 해당했다.

### 먼로주의
19세기 초, 라틴아메리카의 많은 스페인 식민지는 쇠퇴하는 스페인 제국을 이용하여 스페인으로부터 독립을 얻으려고 노력하고 있었다. 그러나 1820년대 초, 스페인은 복구 직전이었다. 미국과 영국은 스페인이 라틴아메리카에서 어떤 권력도 되찾기를 원하지 않았는데, 그들은 이 식민지들이 독립하기를 원했기 때문이다. 시몬 볼리바르는 독립 투쟁의 지도자였다. 이 식민지들이 독립하면, 그들은 미국과 영국과 상호 이익이 되는 방식으로 무역을 할 수 있었고, 남아메리카를 희생하여 본국 경제에 이익을 얻으려던 중상주의적 스페인에 의해 제한받지 않았다. 이 모든 상황을 고려하여, 제임스 먼로 대통령은 1823년 12월 2일 먼로주의를 제안했다. 이 교리는 유럽 국가들이 아메리카 대륙의 토지를 식민지화하거나 국가에 간섭하려는 추가적인 노력은 미국이 공격 행위로 간주하여 미국의 개입을 필요로 할 것이며, 서반구는 유럽 국가들에 의해 더 이상 식민지화되지 않을 것이며, 미국은 기존 유럽 식민지나 유럽 국가들의 국내 문제에 간섭하지 않을 것이라고 명시했다. 당시 미국은 강력한 국가로 알려지지 않았기 때문에 이 교리는 국제적으로 진지하게 받아들여지지 않았지만, 영국이 이에 동의했기 때문에 어떤 국가도 이에 이의를 제기하지 않았다.
그 후 '미국의 뒷마당'이라는 용어는 라틴아메리카를 지칭하는 용어로 이 시기에 만들어졌다. 미국은 스페인 식민지의 독립을 지지했는데, 그들은 스페인과 다른 유럽 국가들을 서반구, 즉 '미국의 뒷마당'에서 멀리 떨어뜨려 놓기를 원했기 때문이다.
이는 루이지애나 매입(프랑스로부터), 알래스카 매매(러시아로부터), 미영 전쟁(영국에 대항), 미국-스페인 전쟁, 그리고 빅 스틱 이데올로기로 나타났다.

### 라틴아메리카는 미국의 뒷마당

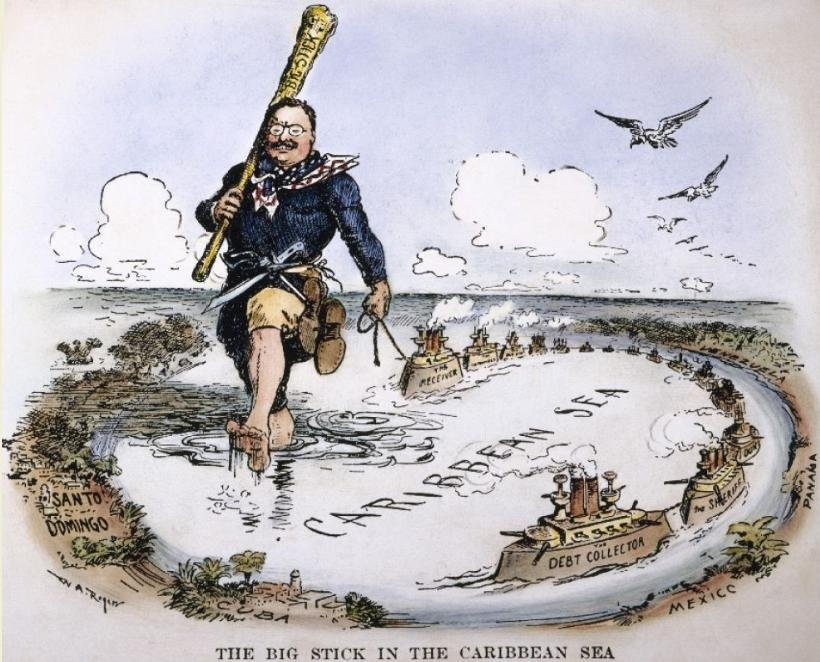
시어도어 루스벨트의 빅 스틱 정책과 불리 펄핏 전술은 카리브해 지역에 대한 미국의 지배를 주장한다.

미국 건국 이래, 국제 관계는 국가의 발전된 민주주의와 영향력 있는 권력을 확보하는 데 정치적으로 중요했다. 라틴아메리카가 미국과 가장 가깝기 때문에 이 이웃 대륙은 '미국의 뒷마당'으로 불려왔다. 경제 발전을 더욱 촉진하려는 시도에서 미국 정부는 특히 지난 반세기 동안 진보를 위한 동맹을 포함하여 라틴아메리카에 대해 많은 전략을 행사했다.
역사적 흐름 속에서 라틴아메리카와 미국 간의 관계를 조사하고 분석하는 연구가 최근 몇 년 동안 증가했다. 클린턴 행정부의 라틴아메리카 관련 공식 문서 기밀 해제는 이 문제에 대한 더 많은 공개 정보를 허용했다. 그 결과, 대중은 미국의 뒷마당과 라틴아메리카에서의 미국의 역할에 대한 훨씬 더 다양한 관점과 정보에 점점 더 노출되고 있다.
최근의 인기 있는 출판물들은 미국과 라틴아메리카 간의 관계 발전에 대한 더 자세한 통찰력을 제공한다. 역사의 흐름은 미국이 좋은 이웃으로 인식되어야 하는지 아니면 큰 나쁜 늑대로 인식되어야 하는지에 대한 전반적인 질문으로 이어진다. 가장 인기 있는 것은 그레이스 리빙스턴의 《미국의 뒷마당: 먼로주의에서 테러와의 전쟁까지의 미국과 라틴아메리카》로, 지난 반세기 동안 라틴아메리카에 대한 미국의 전략을 설명하며, 특히 그 내재된 약점과 미국 정책 입안자들의 심각한 무지와 편견을 밝힌다. 리빙스턴은 부정적인 편향—즉, 진보를 위한 동맹과 같은 긍정적인 노력들을 희생하고 라틴아메리카에 대한 미국 정책의 부정적인 측면에 초점을 맞춘 편향—을 인정하면서도 역사는 드러나야 한다고 주장한다.
라틴아메리카가 세계에서 가장 가난한 지역은 아니지만, 가장 불평등한 지역이다. 역사적으로 소수의 엘리트가 대부분의 부를 통제했다. 미국은 전통적으로 그러한 엘리트들과 거래해왔는데, 그들이 얼마나 억압적이거나 반동적이었든 정부와 시장 경제를 통제했기 때문이다. 빈곤층 대중은 종종 문맹이거나 스페인어를 사용하지 않았으며, 자급자족 경제로 살았다. 이러한 후자의 사실들은 라틴아메리카의 불균등한 발전을 설명하는 데 도움이 된다. 리빙스턴은 미국과 유럽에서 때때로 혁명적인 혼란이나 전쟁이 변화의 필수적인 전조였음에도 불구하고, 미국 정부는 개혁의 반대 세력으로 작용하며 혼란, 대규모 시위(그리고 물론 혁명)를 안정에 대한 위협이자 따라서 자신의 이익에 대한 위협으로 간주했다고 말한다.
그러나 아메리카 대륙의 유일한 패권국으로서 미국의 전통적인 역할은 냉전 시대에 쿠바(쿠바 미사일 위기, 피델 카스트로)에 의해 도전/제한받았으며, 최근에는 베네수엘라 위기에서도 그러했다.

### 새로운 미국의 뒷마당으로서 중동
많은 유럽 평론가들은 20세기 후반과 21세기 초반에 중동에서 미국의 외교 정책이 (고의적이든 아니든) 중동을 미국의 새로운 '뒷마당'으로 만들었다고 주장한다. 즉, 미국이 라틴아메리카에서의 과거 행동과 유사하게 정권 교체와 정치적 압력을 통해 정치적 발전에 영향력을 행사하려는 새로운 진원지라는 것이다. 이는 걸프 전쟁, 아프가니스탄 전쟁 (2001년~2021년), 이라크 전쟁 중 정권 또는 영토 변경을 추구한 주요 군사 행동과 시리아 내전 및 IS와의 전쟁과 같은 지역 분쟁 개입을 통해 이 지역에서 테러와의 전쟁을 추구하는 미국의 모습에서 잘 드러난다.
마틴 자크는 중동을 미국의 '영향권' 아래에 있다고 언급한다. 그러나 이것은 러시아와 중화인민공화국을 포함한 다른 세계 강대국들의 존재와 성장뿐만 아니라 이란 주도의 저항의 축, 즉 미국(및 그 동맹국인 이스라엘)의 영향력 증가에 맞서 보호하기 위해 이 지역의 다양한 행위자 집단에 의해 도전받고/제한받고 있다.

## 다른 나라의 뒷마당
'뒷마당'과 '근린 외교'는 중화인민공화국과 인도와 같은 다른 주요 강대국들의 즉각적인 영향권을 지칭하는 데 점점 더 많이 사용되고 있다.

### 중화인민공화국
중화인민공화국의 뒷마당은 전통적으로 동남아시아였지만, 최근에는 카자흐스탄, 이란, 파키스탄과 같은 곳에서 인프라 프로젝트를 통해 러시아의 옛 근린 외교인 중앙아시아와 심지어 남아시아 일부 지역으로 확장되기 시작하고 있다. 특히 한나라(서역도호부, 한-대원 전쟁)와 당나라(안서도호부) 시대에는 중앙아시아가 중화인민공화국의 영향권 아래에 있었던 때도 있었다.

### 프랑스
프랑스는 구 아프리카 식민지들과의 관계를 유지하고 있으며, 이들 식민지들은 프랑스의 '프레 카레'(뒷마당)로 간주된다. 이는 대중적으로 프랑사프리크로 알려진 이데올로기의 일부이다.

## 같이 보기
- 루스벨트 계론
- 바나나 전쟁
- 선린 정책
- 콘도르 작전
- 달러 외교
- 라틴아메리카–미국 관계